# Raebareli (distrikt)
Raebareli (hindi: रायबरेली ज़िला, urdu: رائے بریلی ضلع) er et distrikt i den indiske delstat Uttar Pradesh. Distriktets hovedstad er Raebareli.

## Demografi
Ved folketællingen i 2011 var der 3,404,004 indbyggere i distriktet, mod 2,872,335 i 2001. Den urbane befolkningen udgør 9,05 % af befolkningen.
Børn i alderen 0 til 6 år udgjorde 13,54 % i 2011 mod 18,48 % i 2001. Antallet af piger i den alder per tusinde drenge er 941 i 2011.